# Rejon Qusar
Rejon Qusar (azer. Qusar rayonu) – rejon w północnym Azerbejdżanie. 